# Авария Boeing 747 в Брюсселе
Авария Boeing 747 в Брюсселе — авиационная авария, произошедшая 25 мая 2008 года. Грузовой самолёт Boeing 747-209F авиакомпании Kalitta Air выполнял межконтинентальный рейс K4-207 по маршруту Нью-Йорк—Брюссель—Мухаррак, но при вылете из Брюсселя в его двигатель №3 (правый внутренний) попала птица, из-за чего он выкатился за пределы взлётной полосы аэропорта Брюсселя и врезался в ограждение. Все находившиеся на его борту 5 человек (4 члена экипажа и 1 пассажир) выжили.

## Самолёт
Boeing 747-209F (регистрационный номер N704CK, заводской 22299, серийный 462) был выпущен в 1980 году (первый полёт совершил 11 июля). 24 июля того же года был передан авиакомпании China Airlines Cargo, в которой получил бортовой номер B-1894; 1 января 1999 года был перерегистрирован (борт B-18752). 10 сентября 2003 года был куплен авиакомпанией Kalitta Air и его б/н сменился на N704CK. Оснащён четырьмя турбовентиляторными двигателями Pratt & Whitney JT9D-7Q с серийными номерами (от №1 до №4) 702399, 702394, 702119 и 702082; сообщалось, что в апреле 2008 года двигатель №3 загорелся. На день аварии совершил 20 599 циклов «взлёт-посадка» и налетал 108 560 часов.

## Экипаж
- Командир воздушного судна (КВС) — 59 лет, очень опытный пилот, управлял самолётами Boeing 747, Boeing 757, Boeing 767 и Douglas DC-8. Налетал свыше 15 000 часов, свыше 3000 часов на Boeing 747 (свыше 2500 из них в должности КВС).
- Второй пилот — 48 лет, опытный пилот, управлял самолётами Boeing 747, Gulfstream G500, Canadair CL-65 и Saab 340. Налетал свыше 7000 часов, свыше 200 из них на Boeing 747.
- Бортинженер — 53 года, налетал свыше 7000 часов, свыше 1950 из них на Boeing 747[6].

Также в составе экипажа был сменный бортинженер.
На борту самолёта находились 1 пассажир, 4 члена экипажа и 76 тонн груза.

## Хронология событий
Подготовка к вылету рейса K4-207 из Брюсселя началась в 11:06. Экипаж запросил буксировку, а в 11:13 они запросили разрешение на руление. Авиадиспетчер дал пилотам указание вырулить на ВПП 25R и держаться подальше от рулёжной дорожки A7 и позже попросил их связаться с ним. Но пилоты проигнорировали решение занимать ВПП 25R и попросили вырулить на ВПП 20, так как она использовалась для взлёта, а 25R — для посадки. Тогда авиадиспетчер дал пилотам указание встать в очередь за другим Boeing 747 (авиакомпании Korean Air) и дождаться своей очереди на взлёт.
В 11:29 рейс 207 начал разбег по ВПП 20, но уже через 1 минуту (в 11:30) экипаж услышал громкий хлопок, за которым последовал взрыв и отказ двигателя №3. Пилоты решили отменить взлёт, включив реверсы тяги и переключив двигатели в холостой режим. Но реверсы тяги не сработали, а так как самолёт превысил скорость V1 (255 км/ч) на 22 километра (277 км/ч), то он не смог вовремя остановиться, выкатился за пределы взлётной полосы и врезался в ограждение аэропорта Брюсселя в 300 метрах от торца ВПП 20 и в 100 метрах от железной дороги, расположенной впереди. От удара самолёт разрушился на три части.
Авиадиспетчеры тут же вызвали на место аварии пожарные машины. Пожарные покрыли оба крыла антипиреном, поскольку самолёт был почти полностью заправлен авиатопливом, однако пожара не возникло. Очевидец услышал «лёгкий стук» и, увидев приближающийся к нему самолёт, тут же побежал в укрытие.

## Расследование
Следственные органы прибыли на место аварии уже через 1 час. Расследование причин аварии рейса K4-207 проводило Бельгийское агентство по расследованию авиационных происшествий (англ. Aircraft Accident Investigation Belgium, AAIU).
Было установлено, что в двигателе №3 (правый внутренний) были обнаружены останки европейской пустельги, из-за чего он потерял мощность и вышел из строя, что сопровождалось громким хлопком и было замечено экипажем, который тут же отреагировал и инициировал прерванный взлет. Торцевая зона безопасности взлётно-посадочной полосы (часть ВПП, которая помогает самолёту вовремя остановиться) на ВПП 20 соответствовала требованиям как по длине (90 метров), так и по ширине (90 метров), однако её удлинение до рекомендованных EASA 240 метров не было выполнено из-за железной дороги, расположенной впереди ВПП и автомагистрали на другом конце. Столкновение с птицей также привело к тому, что реверсы тяги двигателей не включились, что не привело к надлежащему замедлению самолёта. Столкновение с птицей, неисправность реверса тяги и отсутствие ситуационной осведомлённости были признаны официальной причиной аварии рейса K4-207.
Окончательный отчёт расследования был опубликован 10 июля 2009 года.

## Последствия аварии
Все 4 пилота получили лёгкие травмы, единственный пассажир не пострадал.
Тренировка прерывания взлёта после V1 для авиакомпании Kalitta Air была изменена. Информация была предоставлена на DVD, на котором была изображена та же взлётная полоса, что и при аварии в Брюсселе. Рекомендация RESA о расширении торцевой зоны безопасности до 240 метров стала правилом. Также была усилена система контроля за птицами. 